# Grønlandske efterskoler
Grønlandske efterskoler og grønlændere, der tager på efterskole i Danmark, har været kendt siden 1964, hvor man begyndte at sende grønlandske børn og unge på efterskole i Danmark. I 70'erne var der mellem 400 og 800 grønlandske elever i Danmark. Der blev dannet fire efterskoler beregnet på grønlændere. Det var:
- Ellekilde ved Taastrup på Sjælland
- Almindingen ved Aakirkeby på Bornholm
- Kolby ved Tranebjerg på Samsø
- Skibsby ved Hjørring i Vendsyssel

På disse efterskoler var der dog kun plads til 240 elever, så en del har deltaget på almindelige danske efterskoler.

Den sidste grønlandske efterskole i Danmark lukkede i 1987.
I 2008 er der lavet forsøg med at starte fire efterskoler på Grønland. 